# Lista filmów produkcji Pacific Data Images

logo wytwórni

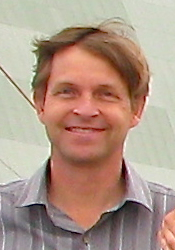
Carl Rosendahl, założyciel firmy (2009)

Chronologiczna lista produkcji Pacific Data Images (PDI) – lista filmów wyprodukowanych przez amerykańską wytwórnię filmów animowanych. Pierwszym filmem produkcji PDI była Mrówka Z (1998).

## Produkcja filmowa
| #  | Data premiery (USA) | Data premiery (POL) | Tytuł (USA)                        | Tytuł (POL)            | Dystrybucja (USA)                       | Dystrybucja (POL)             | Partnerzy produkcyjni                     | Budżet         | Przychody brutto | Ocena (wg Rotten Tomatoes) | Ocena (wg Metacritic) |
| -- | ------------------- | ------------------- | ---------------------------------- | ---------------------- | --------------------------------------- | ----------------------------- | ----------------------------------------- | -------------- | ---------------- | -------------------------- | --------------------- |
| 1  | 2 października 1998 | 13 listopada 1998   | Antz                               | Mrówka Z               | DreamWorks Pictures                     | UIP-ITI Cinema                | DreamWorks Pictures, DreamWorks Animation | 42–105 mln USD | 171,8 mln USD    | 92%                        | 72                    |
| 2  | 18 maja 2001        | 13 lipca 2001       | Shrek                              | Shrek                  | Paramount Pictures                      | United International Pictures | DreamWorks Animation                      | 60 mln USD     | 484,4 mln USD    | 88%                        | 84                    |
| 3  | 19 maja 2004        | 2 lipca 2004        | Shrek 2                            | Shrek 2                | DreamWorks Pictures                     | United International Pictures | DreamWorks Animation                      | 150 mln USD    | 919,8 mln USD    | 89%                        | 75                    |
| 4  | 27 maja 2005        | 1 lipca 2005        | Madagascar                         | Madagaskar             | DreamWorks Pictures                     | United International Pictures | DreamWorks Animation                      | 75 mln USD     | 532,7 mln USD    | 54%                        | 57                    |
| 5  | 18 maja 2007        | 29 czerwca 2007     | Shrek the Third                    | Shrek Trzeci           | Paramount Pictures                      | United International Pictures | DreamWorks Animation                      | 160 mln USD    | 813,4 mln USD    | 42%                        | 58                    |
| 6  | 7 listopada 2008    | 1 stycznia 2009     | Madagascar: Escape 2 Africa        | Madagaskar 2           | Paramount Pictures                      | United International Pictures | DreamWorks Animation                      | 150 mln USD    | 603,9 mln USD    | 64%                        | 61                    |
| 7  | 5 listopada 2010    | 6 stycznia 2011     | Megamind                           | Megamocny              | Paramount Pictures, DreamWorks Pictures | United International Pictures | DreamWorks Animation                      | 130 mln USD    | 321,9 mln USD    | 73%                        | 63                    |
| 8  | 8 czerwca 2012      | 3 sierpnia 2012     | Madagascar 3: Europe's Most Wanted | Madagaskar 3           | Paramount Pictures                      | United International Pictures | DreamWorks Animation                      | 145 mln USD    | 746,9 mln USD    | 78%                        | 60                    |
| 9  | 7 marca 2014        | 7 marca 2014        | Mr. Peabody & Sherman              | Pan Peabody i Sherman  | 20th Century Fox                        | Imperial CinePix              | DreamWorks Animation, Bullwinkle Studios  | 145 mln USD    | 275,7 mln USD    | 81%                        | 59                    |
| 10 | 26 listopada 2014   | 30 stycznia 2015    | Penguins of Madagascar             | Pingwiny z Madagaskaru | 20th Century Fox                        | Imperial CinePix              | DreamWorks Animation                      | 132 mln USD    | 373 mln USD      | 73%                        | 53                    |